# Star One
Star One är ett nederländskt progressive metal-band, bildat av Arjen Anthony Lucassen som ett systerband till Ayreon. Skillnaden på Ayreon och Star One är att Star One är lite hårdare i stilen.

## Diskografi
- 2002 – Space Metal
- 2003 – Live on Earth
- 2010 – Victims of the Modern Age

## Bandmedlemmar
- Arjen Anthony Lucassen
- Damian Wilson
- Dan Swanö
- Dave Brock
- Ed Warby
- Floor Jansen
- Gary Wehrkamp
- Jens Johansson
- Robert Soeterboek
- Russell Allen